# Tazir
Tazir (arabiska تعزير) är ett rättsbegrepp och innebär att den islamiska religiösa domaren (qadi) har frihet att själv värdera och fastställa straffet.